# Илюзия на Джастроу
Илюзията на Джастроу е оптична илюзия, открита от американския психолог Джоузеф Джастроу през 1889 г. В тази илюстрация двете фигури са идентични, макар че долната изглежда по-голяма.